# Hasslöv
Hasslöv est une paroisse de l'ouest de la Suède, située dans le comté de Halland, sur le territoire de la commune de Laholm. Sa superficie est de 3 832 hectares.

## Démographie
| Année      | 1880 | 2005 |
| ---------- | ---- | ---- |
| Population | 966  | 566  |

## Lieux et monuments
- Tumuli datant de l'âge du bronze
- Église construite en 1862-1863, d'après les plans de l'architecte Ludvig Hawerman

## Personnages célèbres
- Pehr Osbeck (1723-1805): naturaliste et explorateur suédois, élève de Carl von Linné et pasteur de Hasslöv